# 卡纳维拉尔角空军基地15号发射台
15号发射复合体 （ LC-15）位于卡纳维拉尔角空军基地，在1959至1964年间被用于大力神系列导弹发射。 其原本建造用于大力神一号在1959年2月6日的测试飞行。 LC-15是当初四个大力神火箭发射场中位于导弹环最南端的。
大力神一号的最后一次在此发射是在1960年10月。 随后，此处被改造为大力神二号的发射场，该火箭16次飞行中的第一次于1962年6月进行。 最后一次是在1964年4月9日。
完成最后一次发射任务后，LC-15持续运行到1967年3月退役。 发射复合体的大部分结构，包括服务塔，发射台，起重器都在1967年7月拆除。 防护室，电缆管道以及发射台斜坡则被弃置至今。